# 石垣忍 (古生物学者)
石垣 忍（いしがき しのぶ、1954年〈昭和29年〉 - ）は、日本の古生物学者。岡山理科大学教授。学位は博士（理学）（鹿児島大学）。
古生物学・博物館学を専門とする。

## 略歴
1954年、和歌山県に生まれる。
東京教育大学（現・筑波大学）理学部を卒業。大学卒業後は、大阪の府立高校で教鞭をとりつつ、休日に地質調査や論文執筆を行っていた。そんな生活が4年ほど続き、新聞で青年海外協力隊募集広告を見かける。ちょうど、新入学から担任を務めた生徒が3年生となり卒業したこともあり、1982年に青年海外協力隊員、モロッコエネルギー鉱山省勤務の学芸員（古生物学）として赴任する。しかし、配属されたエネルギー鉱山省の地質図作成課では石垣に任せてもらえる仕事は無かった。当時、アトラス山脈で恐竜の足跡化石が大量に見つかっていることを同僚から聞き、恐竜の足跡化石を調査してデータを収集、展示できる状態にするというプロジェクトを提案し、自身の業務として認めてもらった。以降、アトラス山脈で年間40日から70日ほどキャンプ生活をしながら化石の発掘調査に没頭する。
日本へ帰国し、高校教職に復職。しばらくして定時制高校教職に異動してからは、昼間は大学で研究をしながら夜は教職という生活を送る。この頃、大学の教授の勧めでモロッコでの体験をまとめた『モロッコの恐竜―ある青年海外協力隊員が夢を掘りあてるまで』を上梓している。『モロッコの恐竜』を読んだ神戸大学石井健一教授から声をかけられ、博物館の建設プロジェクトの企画に参加する。この企画には林原（現・ナガセヴィータ）がメセナ事業として出資することが決まり、林原自然科学博物館が立ち上がる。林原に準備室が設立され、石垣も林原に入社すると共に、大阪から岡山に移転する。博物館の研究活動としてモンゴル科学アカデミーとのゴビ砂漠恐竜調査を企画し、学術研究の成果を挙げる。
2002年9月から2006年5月まで、フィールドワークで集めた資料や制作した恐竜の骨格模型を東京臨海副都心で展示する「ダイノソアファクトリー」を開催。当時、日本最大規模の展示であった。2007年からは全国で巡回展を開き、約200万人を集客する。
2014年には岡山理科大学で日本初となる恐竜学を掲げたコースを開設した。同年、林原自然科学博物館が活動終了となり、2015年から岡山理科大学で教授職に就く。2017年より同大学の恐竜学博物館の館長も務める。
岡山理科大学―モンゴル共同調査隊の日本側代表を務め、ゴビ砂漠で恐竜の足跡を研究を行い、恐竜の生態解明につながる数々の発見をしている。一例として2016年9月には共同調査隊がゴビ砂漠南東部で世界最大級の恐竜の足跡化石を発掘している。
2022年には3年ぶりにゴビ砂漠での調査を再開し、白亜紀末期の地層から竜脚類の足跡化石を6つをはじめ、1000個を超える足跡化石を発見している。前足の跡を伴う足跡化石の発見は、モンゴルでは初めての事例となる。

## 著作
- モロッコの恐竜―ある青年海外協力隊員が夢を掘りあてるまで 1986年、築地書館、ISBN 978-4806722113
- 恐竜と歩こう! ─足跡化石の発掘と研究 2008年、童心社、ISBN 978-4494011605

監修
- 楽しい日本の恐竜案内 2018年、平凡社、ISBN 9784582945843

連載
恐竜に会いたい
さん太タイムズ（山陽新聞社の子どもしんぶん）にて2016年5月から2017年5月まで連載。全12回。
夢再び モンゴル恐竜調査隊
山陽新聞にて2016年9月17日から同年12月21日まで連載。全15回。
ゴビを行く
山陽新聞にて2017年9月15日から同年9月25日まで連載。全5回。
恐竜調査隊が行く
さん太タイムズにて月1回連載。
なるほど世界大恐竜展
山陽新聞にて2019年7月21日から同年8月24日まで連載。全8回。